# لالیت اوپادیایی
لالیت اوپادیایی (انگلیسی: Lalit Upadhyay؛ زادهٔ ۱ دسامبر ۱۹۹۳) بازیکن هاکی روی چمن اهل هند است.